# Lecane thailandensis
Lecane thailandensis är en hjuldjursart som beskrevs av Segers och Sanoamuang 1994. Lecane thailandensis ingår i släktet Lecane och familjen Lecanidae. Inga underarter finns listade i Catalogue of Life.